# ¡Ciaütistico!
¡Ciaütistico! è l'album di debutto di XXL la collaborazione fra la band italiana di rock sperimentale Larsen e Xiu Xiu. Venne registrato a Torino. Sebbene largamente strumentale, l'album ospita vocalismi di Caralee McElroy in "Minne Mouseistic" e di Jamie Stewart in "Paw Paw Paw Paw Paw Paw Paw" "(Pokey In Your) Gnocchi" e "Prince Charming."

## Tracce
1. Paw Paw Paw Paw Paw Paw Paw – 4:29
2. Minne Mouseistic – 6:39
3. Ciao Ciautistico – 1:51
4. (Pokey In Your) Gnocchi – 5:19
5. Distorted Duck – 4:47
6. Lipstick Fair – 1:14
7. Prince Charming – 4:23
8. Birthday Song – 4:40
9. Sunday – 7:06